# Creolandreva pollexensis
Creolandreva pollexensis är en insektsart som beskrevs av Hugel 2009. Creolandreva pollexensis ingår i släktet Creolandreva och familjen syrsor. Inga underarter finns listade i Catalogue of Life.